# St. Helena (Oberbruck)

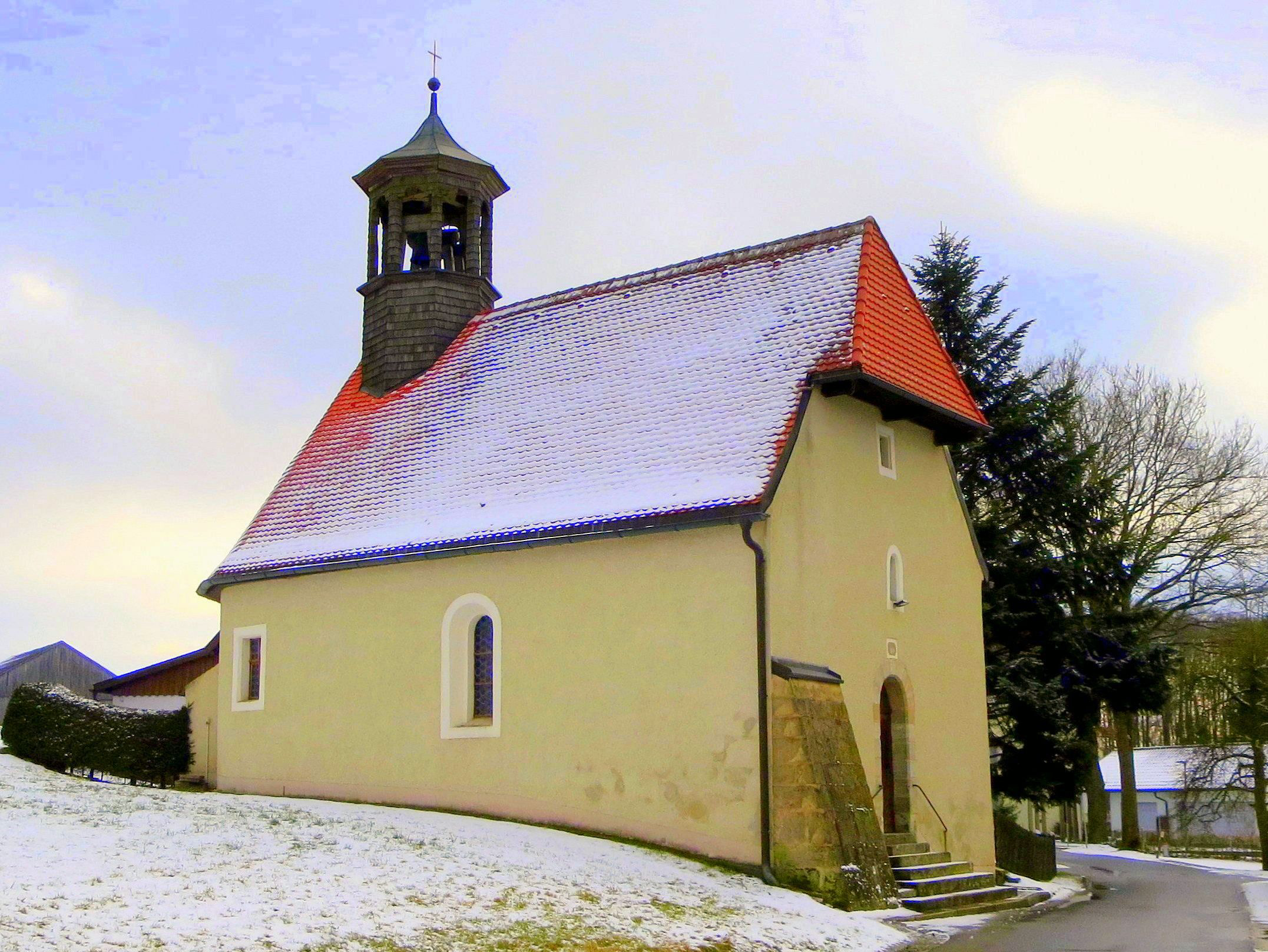
St. Helena in Oberbruck

Die römisch-katholische, denkmalgeschützte Filialkirche St. Helena steht in Oberbruck, einem Gemeindeteil von Kulmain im Landkreis Tirschenreuth der Oberpfalz. Sie gehört zum Bistum Regensburg. Das Bauwerk ist unter der Denkmalnummer D-3-77-133-9 als Baudenkmal in die Bayerische Denkmalliste eingetragen. 

## Beschreibung
Die kleine verputzte Saalkirche wurde 1676 unter Verwendung mittelalterlichen Mauerwerks errichtet. Sie besteht aus einem Langhaus, das mit einem Schopfwalm bedeckt ist, und einem Chor im Osten, der halbrund geschlossen ist, über dessen Dach sich ein achteckiger offener Dachreiter erhebt, der mit Schindeln verkleidet ist, und in dem eine Kirchenglocke hängt. 
Der Innenraum des Chors und des Langhauses sind mit einem Chorbogen verbunden. Der Innenraum des Chors ist mit einem Kreuzgratgewölbe überspannt, der des Langhauses mit einer Holzbalkendecke.